# West Fairlee
West Fairlee är en kommun (town) i Orange County i delstaten Vermont i USA. Vid folkräkningen år 2000 bodde 726 personer på orten. Den har enligt United States Census Bureau en area på totalt 59,1 km², varav 0,8 km² är vatten.  